# Гилмор (Арканзас)
Гилмор (англ. Gilmore, Arkansas) — город, расположенный в округе Криттенден (штат Арканзас, США) с населением в 292 человека по статистическим данным переписи 2000 года.

## География
По данным Бюро переписи населения США город Гилмор имеет общую площадь в 0,52 квадратных километров, водных ресурсов в черте населённого пункта не имеется.
Гилмор расположен на высоте 69 метров над уровнем моря.

## Демография
По данным переписи населения 2000 года в Гилморе проживало 292 человека, 78 семей, насчитывалось 100 домашних хозяйств и 114 жилых домов. Средняя плотность населения составляла около 486,7 человека на один квадратный километр. Расовый состав Гилмора по данным переписи распределился следующим образом: 19,86 % белых, 79,11 % — чёрных или афроамериканцев, 0,34 % — представителей смешанных рас, 0,68 % — других народностей.
Из 100 домашних хозяйств в 38,0 % — воспитывали детей в возрасте до 18 лет, 43,0 % представляли собой совместно проживающие супружеские пары, в 31,0 % семей женщины проживали без мужей, 22,0 % не имели семей. 22,0 % от общего числа семей на момент переписи жили самостоятельно, при этом 8,0 % составили одинокие пожилые люди в возрасте 65 лет и старше. Средний размер домашнего хозяйства составил 2,92 человек, а средний размер семьи — 3,38 человек.
Население города по возрастному диапазону по данным переписи 2000 года распределилось следующим образом: 35,3 % — жители младше 18 лет, 9,9 % — между 18 и 24 годами, 24,3 % — от 25 до 44 лет, 19,9 % — от 45 до 64 лет и 10,6 % — в возрасте 65 лет и старше. Средний возраст жителей составил 30 лет. На каждые 100 женщин в Гилморе приходилось 105,6 мужчин, при этом на каждые сто женщин 18 лет и старше приходилось 83,5 мужчин также старше 18 лет.
Средний доход на одно домашнее хозяйство в городе составил 20 625 долларов США, а средний доход на одну семью — 22 031 доллар. При этом мужчины имели средний доход в 29 375 долларов США в год против 18 000 долларов среднегодового дохода у женщин. Доход на душу населения в городе составил 8867 долларов в год. 29,1 % от всего числа семей в округе и 38,6 % от всей численности населения находилось на момент переписи населения за чертой бедности, при этом 52,2 % из них были моложе 18 лет и 44,8 % — в возрасте 65 лет и старше.